# Кармоди Хилс-Пепер Мил (Мериленд)
Кармоди Хилс-Пепер Мил (енгл. Carmody Hills-Pepper Mill) град је у америчкој савезној држави Мериленд.

## Демографија
По попису из 2000. године број становника је 4.801.
| Група             | 2000.         | 2010.    |
| Белци             | 70 (1,5%)     | 0 (0,0%) |
| Афроамериканци    | 4.652 (96,9%) | 0 (0,0%) |
| Азијати           | 7 (0,1%)      | 0 (0,0%) |
| Хиспаноамериканци | 24 (0,5%)     | 0 (0,0%) |
| Укупно            | 4.801         | 0        |